# 国際スポーツ競技大会「アジアの子供たち」

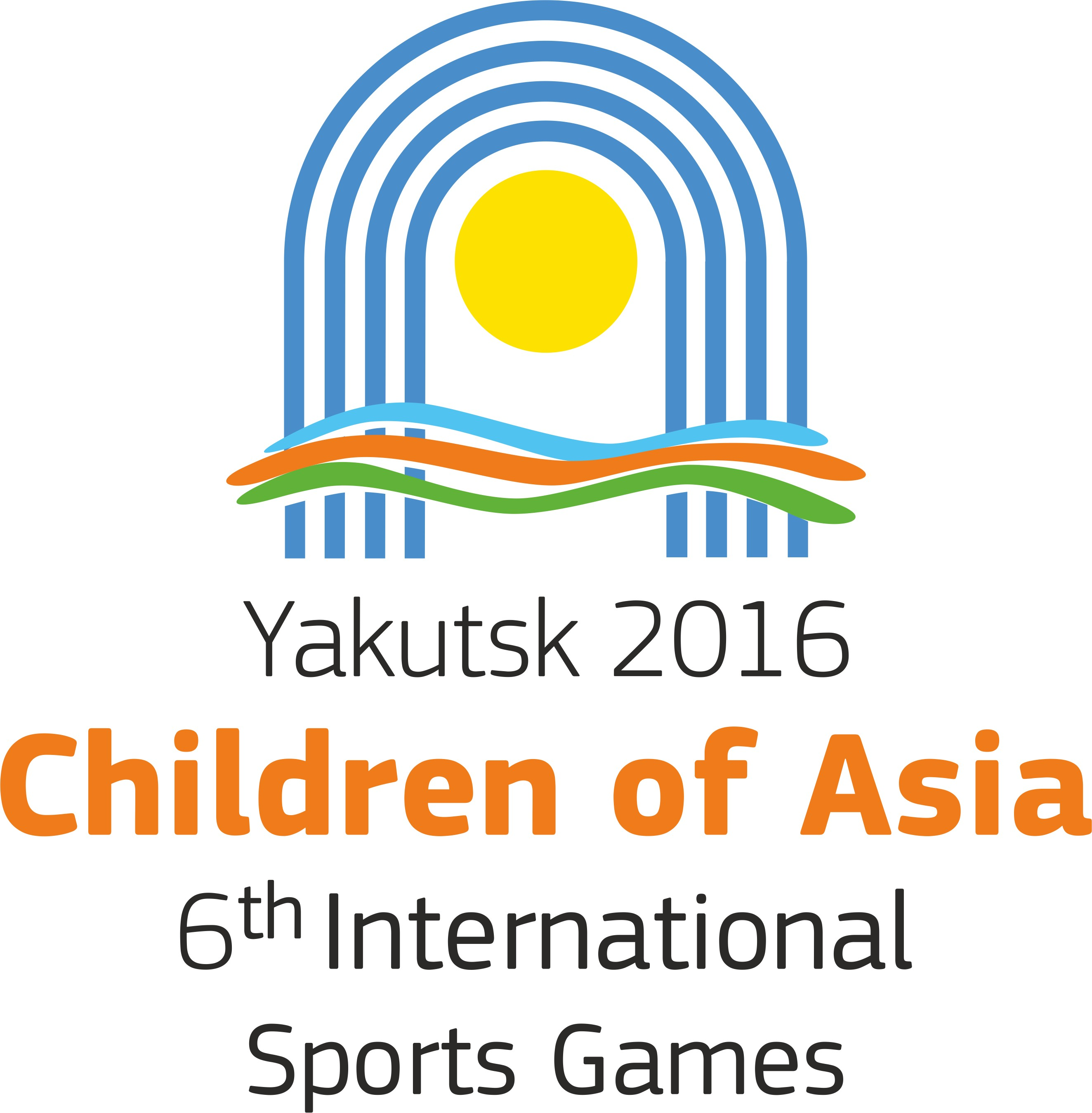
第6回国際スポーツ競技大会「アジアの子供たち」のエンブレム

国際スポーツ競技大会「アジアの子供たち」（こくさいスポーツきょうぎたいかい アジアのこどもたち、Международные спортивные игры «Дети Азии»）は、国際オリンピック委員会の後援の下、ロシア連邦のサハ共和国において1996年から4年ごとに開催されている大会である。アジア大陸全体と対象地域としている。この大会は1996年に近代オリンピック100周年を記念して発足したものであり、サハ共和国のミハイル・ニコラエフ初代大統領が主導した。この大会では、オリンピック・ムーブメントの意識向上と青少年に対するスポーツの振興、そしてスポーツ界における国際協力の強化を使命として掲げている。この大会はスポーツ分野、教育分野、社会分野を総合的に包括したイベントとする構想がある。若い世代の精神的および肉体的な成長と社会資質の向上、そして人気のあるスポーツを通じた倫理的価値、忍耐力、寛容さ、責任感の育成、健康活発なライフスタイルの促進を目指している。

## 実施競技

### 夏季
- バスケットボール（3x3）
- ボクシング
- カプサガイ
- クラッシュ
- バレーボール/ビーチバレー
- 柔道
- 陸上競技（ヤクートジャンプを含む）
- マスレスリング
- 卓球
- 競泳
- レスリング（フリースタイル）
- サンボ
- ブルズアイ射撃
- アーチェリー
- テコンドー
- フットサル
- 新体操

### 冬季
- バイアスロン
- アルペンスキー
- ショートトラックスピードスケート
- クロスカントリースキー
- フィギュアスケート
- アイスホッケー